# 前田博
前田 博（まえだ ひろし、1954年5月10日 - ）は、日本の弁護士。森・濱田松本法律事務所 シニア・カウンセル。内閣府「民間資金等活用事業推進委員会」（PFI推進委員会）委員、文部科学省中央教育審議会（スポーツ・青少年分科会）専門委員、上智大学法科大学院非常勤講師。

## 人物
金融法務の中のプロジェクト・ファイナンスやPFIにおいて高名。その実績により、長年にわたりPFI推進委員会委員その他の様々な政府関係の委員を務めるなどしており、また、2009年以後、海外インフラPPP事業にも注力している。

## 略歴
- 1970年3月　滋賀大学教育学部附属中学校卒業
- 1973年3月　滋賀県立彦根東高等学校卒業
- 1979年3月　東京大学法学部卒業
- 1981年4月　司法修習修了(33期)後、弁護士登録(第二東京弁護士会)、小松友常法律事務所入所
- 1985年7月　富田金澤法律事務所入所
- 1986年5月　米国コーネル大学ロースクール修了(LL.M.)
- 1986年9月　Bank of Tokyo International Limited(ロンドン、東京銀行(当時)の現地法人)にて勤務
- 1987年4月　Linklaters & Paines(ロンドン)にて勤務
- 1988年8月　三井拓秀、安田三洋、和仁亮裕とともに三井安田法律事務所を設立、同事務所パートナー就任
- 1988年9月　Skadden, Arps, Slate, Meagher & Flom(ニューヨーク)にて勤務
- 1989年7月　Nomura International Plc(ロンドン、野村證券の現地法人)にて勤務
- 1995年　通商産業省｢産業構造審議会｣(経済協力部会)
- 1998年　同省産業政策局｢MBO研究会｣
- 1999年　総理府｢民間資金等活用事業推進委員会｣(PFI推進委員会)
- 2000年　通商産業省｢プライベートエクイティファイナンス事業環境整備研究会｣
- 2001年　経済産業省｢ベンチャー企業のディスクロージャー機能のあり方に関する研究会｣、同省｢日本版PPP(官民パートナーシップ)研究会｣
- 2003年～　文部科学省｢国立大学法人等PFI検討会｣
- 2003年～2007年　(独)中小企業基盤整備機構｢再生支援事業に係る出資先候補評価委員会｣
- 2004年10月　他8名の弁護士とともに西村ときわ法律事務所(後の西村あさひ法律事務所)に移籍し、同事務所パートナー就任
- 2004年～　(独)日本スポーツ振興センター｢スポーツ振興事業助成審査委員会｣
- 2005年～　上智大学法科大学院非常勤講師
- 2007年～　(独)中小企業基盤整備機構｢ファンド出資事業に係る出資先候補評価委員会｣
- 2007年～　(独)中小企業基盤整備機構｢事業再生円滑化債務保証審査委員会｣委員長
- 2008年　文部科学省中央教育審議会(スポーツ・青少年分科会)専門委員
- 2009年　国土交通省｢日本航空の経営改善のための有識者会議｣
- 2009年～2016年　日豪経済委員会｢インフラ小委員会｣副委員長
- 2012年　内閣官房｢準天頂衛星システムPFI検討有識者委員会｣
- 2012年～　(一財)国際臨海開発研究センター理事
- 2013年～　（一財）港湾空港総合技術センター監事
- 2013年　(一財)国際臨海開発研究センター｢海外港湾プロジェクトへの本邦オペレーター海外展開支援方策検討会｣座長
- 2013年～　内閣官房｢準天頂衛星システム事業推進委員会｣
- 2014年　(独)日本スポーツ振興センター｢新国立競技場新営工事の調達実施方針策定及び技術提案等審査委員会｣
- 2014年　文部科学省｢｢国立大学法人等の宿泊施設における民間のノウハウ等を活用した新たな整備手法に関する調査｣に関する技術審査委員会｣
- 2016年　国土交通省港湾局｢官民連携によるクルーズ拠点形成検討委員会｣
- 2016年　金融庁｢金融機能強化審査会｣
- 2017年　文部科学省「独立行政法人大学改革支援・学位授与機構の評価等に関する有識者会議」
- 2017年　文化庁｢国立劇場等大規模改修事業に関する有識者ヒアリング｣有識者
- 2018年　(独)日本スポーツ振興センター「スポーツ博物館将来構想検討会議」
- 2018年　文部科学省「｢国立大学法人等の地域特性等を踏まえたPPP/PFI手法の検討及び留意点等の整理を行う先導的開発事業｣に関する企画選定委員会」
- 2019年1月　渥美坂井法律事務所・外国法共同事業へ移籍し、同事務所パートナー就任
- 2022年1月　森・濱田松本法律事務所へ移籍

## 公共側（審査委員）として関与したPFI事業
- 朝霞浄水場・三園浄水場常用発電設備等整備事業提案審査委員会(2000年10月)(東京都)
- 近江八幡市民病院整備運営事業に係る選定事業者審査委員会(2001年6月)(近江八幡市)
- 森ヶ崎水処理センター常用発電設備整備事業提案審査委員会(2001年8月)(東京都)
- 南青山一丁目団地建替プロジェクト審査委員会(2001年9月)(東京都)
- 高知医療センター整備運営事業審査委員会(2001年10月)(高知県・高知市病院組合)
- 高知医療センター総合情報システム評価委員会(2002年9月)(高知県・高知市病院組合)
- 港南四丁目第3団地建替プロジェクト(民間施設ゾーン審査委員会)(2004年1月)(東京都)
- (仮称)プラザノース整備事業に係るPFI事業者等選定委員会(2004年5月)(さいたま市)
- 神宮前都有地の有効活用事業審査委員会(2004年7月)(東京都)
- 東京国際空港国際線地区旅客ターミナルビル等整備・運営事業(2005年7月)(国土交通省)
- 東京国際空港国際線地区貨物ターミナル整備・運営事業(2005年7月)(国土交通省)
- 東京国際空港国際線地区エプロン等整備等事業(2005年7月)(国土交通省)
- 愛媛県立中央病院整備検討委員会(2006年5月)(愛媛県)
- 精神医療センター(仮称)整備運営事業審査委員会(2006年10月)(東京都)
- 筑波大学附属病院施設整備等事業提案審査委員会(2007年1月)(国立大学法人筑波大学)
- 国営東京臨海広域防災公園体験学習施設整備事業(2007年10月)(国土交通省)
- 千葉県水道局 北総浄水場排水処理施設PFI事業者選定委員会(2008年9月)(千葉県)
- 長崎市新市立病院整備運営事業PFI審査会(2009年8月)(長崎市)
- 静止地球環境観測衛星の運用等事業有識者等委員会(2009年9月)(気象庁)
- 関東地方整備局国営公園運営維持管理業務有識者委員会(2011年～)(国土交通省)
- S-UP渋谷地区(宮下町跡地) 審査委員会(2011年5月)(東京都)
- S-UP竹芝地区 審査委員会(2011年5月)(東京都)
- 南青山一丁目団地建替プロジェクトの事業者変更に伴う審査会(2011年12月)(東京都)
- 上目黒一丁目地区プロジェクト審査委員会(2014年10月)(東京都)
- 大津市富士見市民温水プール整備・運営事業審査委員会(2015年4月)(大津市)
- 大津市ごみ処理施設整備・運営事業審査委員会(2015年6月)(大津市)
- 都心と臨海副都心とを結ぶBRT運行事業者審査委員会(2015年7月)(東京都)
- ひたち海浜公園プレジャーガーデンエリア整備・運営事業有識者委員会(2015年10月)(国土交通省)
- 沖縄県大型MICE施設整備運営事業者選定委員会(2016年5月)(沖縄県)
- ｢英語村(仮称)｣事業審査委員会(2016年7月)(東京都)
- 民間資格・検定試験を活用した東京都中学校英語スピーキングテスト(仮称)事業技術審査委員会(2019年)(東京都)
- 沖縄県スタジアム事業手法検討委員会(2019年)(沖縄県)
- 東大和市東京街道団地地区まちづくりプロジェクト審査委員会(2021年)(東京都)
- 多摩地域における体験型英語学習施設の事業施設選定委員会(2021年)(東京都)
- 新秩父宮ラグビー場(仮称)整備等事業有識者委員会(2022年)
- 大田区大森南四丁目工場アパート民営化事業者検討委員会(2022年)(東京都)

他　多数

## 参考資料
- http://www.jurists.co.jp/ja/attorney/0009.html